# Torre Chiaruccia
Torre Chiaruccia è una torre in muratura alta circa 20 metri sul litorale marittimo del comune di Santa Marinella, in località Capo Linaro

## Storia
Fu costruita nel XVI secolo per l'avvistamento delle navi dei saraceni in una zona adiacente alle antiche rovine dell'insediamento romano di Castrum Novum. Questa torre sarebbe soltanto una delle tante torri di vedetta costruite lungo il litorale Tirreno, se non fosse stato che la zona divenne sede del centro sperimentale radioelettrico di Guglielmo Marconi sotto il controllo del CNR. Qui Marconi tra il 1930 e il 1937 portò a termine la sua avventura cominciata ufficialmente nel 1896 quando fece il suo primo collegamento in onde corte.
Nello sperimentare la trasmissione radio tra Santa Marinella e varie località capì che i collegamenti radio a microonde con frequenza di 500 MHz (UHF) erano più stabili delle onde corte e grazie alle riflessioni di ostacoli potevano essere utilizzate non solo per collegamenti radio ma anche per servizi. Marconi nello sperimentare tali microonde tra Torre Chiaruccia e Castel Gandolfo arrivò a intuire l'impiego di queste come Radar (RAdio Detecting And Ranging) aprendo una finestra verso l'attuale mondo delle comunicazioni (1930).
Oggi il suo operato continua grazie al CreSM (Centro radioelettrico sperimentale "Guglielmo Marconi") del CNR di Trieste specializzato nel settore di ricerca ICT e Wireless. Altro destino è toccato a Torre Chiaruccia che fu fatta saltare dai tedeschi il 1º febbraio 1944. I ruderi tuttora ben visibili sono oggi sotto l'aeronautica militare che vi ha installato una stazione meteorologica. Attualmente, è in programma una riqualificazione della torre in onore alla memoria all'attività di Marconi.